# Stephen Hart
Stephen Simon Hart (San Fernando, 15 marzo 1960) è un allenatore di calcio ed ex calciatore trinidadiano, di ruolo centrocampista, tecnico in seconda del Portland Thorns.

## Carriera

### Allenatore

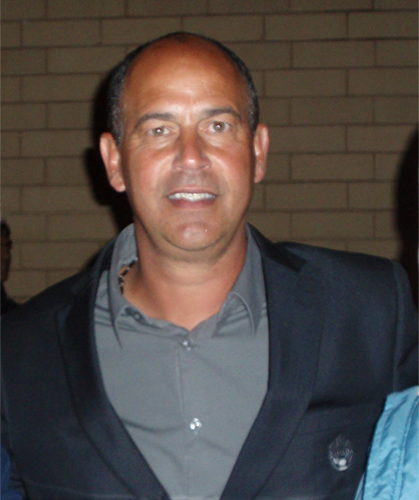
Hart nel 2012

Tra il 2004 e il 2012 ha ricoperto diversi ruoli nei quadri tecnici delle selezioni nazionali del Canada, di cui ha allenato la squadra maggiore nel biennio 2006-2007 e poi ancora tra il 2009 e il 2012.
Dal 2013 al 2016 è stato commissario tecnico della Nazionale di calcio di Trinidad e Tobago.